# Элкан, Леон Леонович
Леон Леонович Элкан (Элькан) (1759 — ?) — представитель так называемого «мендельсоновского» культурного движения, педагог в русской правительственной гимназии; титулярный советник.

## Биография
Леон Элкан родился в 1759 году в городе Берлине, в купеческой семье. Под влиянием, a может быть, и под личным руководством Моисея (Мозес) Мендельсона изучил еврейский и халдейский языки. 
В 1782 году поступил в Кенигсбергский университет, где примкнул к кружку последователей Мендельсона и принял участие в учреждении известного «Общества любителей древнееврейского языка». 
В 1785 году он стал заниматься педагогической деятельностью; в 1789 году принял место учителя в Риге в доме «лифляндского дворянского комиссара Шмуля». В 1795 году прибыл в Санкт-Петербург, где состоял наставником последовательно в двух русских домах. 
В 1797 году Леон Леонович Элкан был назначен членом Рижского цензурного комитета для рассмотрения еврейских книг; состоя на этой должности получил из государева кабинета золотую табакерку. Когда в 1802 г. все цензурные комитеты были упразднены и Сенату было повелено определить цензоров на другие места, Элкан занял должность в Сенате, был «причислен к герольдии». 
В 1804 году получил место педагога в Харьковской гимназии. Здесь Элкан нашел покровителя в лице графа С. О. Потоцкого, харьковского попечителя (он мог познакомиться с ним, служа в сенате, так как Потоцкий был сенатором), по предложению которого был назначен в 1805 году в Одесскую гимназию, где в течение многих лет преподавал историю, географию, статистику, коммерцию и немецкий язык. Элкан преподавал также немецкий язык в Благородном институте. 
В 1813 году он был назначен исполняющим обязанности директора гимназии, но уже в следующем году должен был подать в отставку, навлекши на себя недовольство генерал-губернатора француза Ришельё: Элкан обратил внимание учебного начальства на то, что иезуиты в Одессе, имея права открывать школы лишь для католиков, объявили, что будут принимать в открываемую школу детей других исповеданий, что, по мнению Элкана, должно было вредно отразиться на его гимназии. Элкан вышел в отставку в чине титулярного советника. Хлопоча ο награждении Элкан чином, граф Потоцкий писал в 1810 году: «кажется, что вера его не может препятствовать в таком его производстве, особливо если взять в рассуждение, что и само правительство печется ныне ο благосостоянии его соотечественников, приучая их к трудолюбивой жизни». 
Элкан был одним из издателей первой одесской газеты «Messager de la Russie Meridionale» (1820—23), предпринятой учителями одесской гимназии, в том числе французским эмигрантом Ж. Б. Даваллоном. Сообщение об Элкане как ο воспитателе в доме Чихачевых относится, вероятно, к Элкану Моисею (см. Элкан, Моисей // Еврейская энциклопедия Брокгауза и Ефрона. — СПб., 1908—1913.). 
Время и место смерти Леона Леоновича Элкана пока не установлено.
Русский писатель Александр Львович Элкан (ум. 1868) был, вероятно, сыном Элкана; в 1860-х годах он был весьма популярен в Петербурге, где его называли «вечным жидом».